# 二つの塔
『二つの塔』（ふたつのとう、原題：The Two Towers）は、J・R・R・トールキンの代表作『指輪物語』の第二部の表題。1954年11月11日に英国で出版された。
第二部『二つの塔』は、『指輪物語』の第三巻と第四巻からなる。六巻構成で出版されるときには第三巻に『The Treason of Isengard（アイゼンガルドの反逆）』、第四巻に『The Journey to Mordor（モルドールへの旅）』と表題がつけられることがある。邦訳では表題はなく、単に『二つの塔』上と『二つの塔』下となっている。

## 表題
第二部の表題『二つの塔』は、締め切りの迫る中でつけられたものであり、トールキンは後に表題に不満足であること表明している。トールキンは複数の書簡や一つのスケッチで塔の組み合わせについて様々な可能性を考慮しており、ミナス・ティリスとバラド＝ドゥーアという組み合わせや、組み合わせを曖昧なまま残しておくことも考えていた。しかし、トールキンは最終的にはオルサンクとミナス・モルグルの組み合わせに落ち着き、『旅の仲間』の巻末にも注釈を加えている。トールキンは本の表紙のためにこれら二つの塔が現れるイラストも描いたが、出版社は出版にかかる費用を抑えるためにこれを使用しなかった。

## あらすじ

### 第三巻: アイゼンガルドの反逆
ホビットのメリーとピピンは二人を捕まえていたオークから逃れ、木に似た巨人であるエントに出会う。エントは森の守人であり外部と関わることはほとんどなかったが、魔法使いのサルマンによって木々が脅かされていることを知り、サルマンに敵対することとなる。
アラゴルンとドワーフのギムリ、エルフのレゴラスはメリーとピピンを追う途中、モリアの坑道で命を落としたと思われていた魔法使いの友、ガンダルフに出会う。ガンダルフは奈落に落ちた後の出来事、バルログとの死闘と復活を語る。四人はエドラスへ行き、ローハン王セオデンに危険を知らせる。かれらはヘルム峡谷の角笛城にこもり、サルマンが派遣したオークと人間の猛攻撃に抵抗し、その後、アイゼンガルドにあるサルマンの本拠地に向かう。
アイゼンガルドでアラゴルンらはメリーとピピンと合流し、オルサンクがエントに包囲されていることを知る。サルマンに悔い改める機会を一度与えた後、ガンダルフはサルマンを賢者団から追放する。蛇の舌はガンダルフらに向かってパランティーリの一つを投げつける。ピピンは好奇心に耐えきれずパランティーアを覗き、サウロンと遭遇してしまう。ガンダルフとピピンは迫り来る戦に備えてミナス・ティリスへ向かう。

### 第四巻: モルドールへの旅
フロドとサムは一つの指輪を破壊するために滅びの山へ向かうが、指輪を取り戻そうとするゴクリにつけられていることを知る。サムはゴクリを嫌い信用しないが、フロドは憐れみをかける。ゴクリは二人をモルドールの秘密の入り口まで案内することを約束し、しばらくは信頼できる仲間のように振る舞う。しかし最後には二人を巨大な蜘蛛に似た怪物であるシェロブの巣へと導き、フロドはシェロブに噛まれて毒に冒され死んだかに見える。サムはかわりに任務を完遂することを決意し、指輪を身につける。サムはフロドの体を持ち去ったオークを追い、フロドは死んでおらず意識を失っているだけであることを知る。